# Czerwona Przełęcz
Czerwona Przełęcz (1301 m) – przełęcz pomiędzy Sarnią Skałą (1377 m) a Suchym Wierchem (1539 m) w polskich Tatrach Zachodnich. Znajduje się w grzbiecie oddzielającym Dolinę Białego od Doliny Strążyskiej. Na wschodnią stronę do Doliny Suchej (górna część Doliny Białego) opada z niej płytko wcięty żlebek, natomiast na zachodnią stronę do Doliny Strążyskiej głęboko wcięty Sarni Żleb.
Przełęcz powstała w rejonie słabo odpornych na wietrzenie czerwonych łupków z okresu kajpru. Dawniej przez miejscową ludność zwana była Wolarzyskiem, obecną nazwę nadano jej w 1900 r. od koloru łupków. Prowadziły przez nią ścieżki wydeptane przez pasterzy i turystów. W 1900 r. Towarzystwo Tatrzańskie zbudowało prowadzącą przez tę przełęcz Ścieżkę nad Reglami oraz altanę dla turystów, która była niszczona przez huragany. W zalesionym rejonie przełęczy znajduje się niewielka, wydeptana przez turystów polanka, na której zwykle odpoczywają turyści wędrujący Ścieżką nad Reglami.
Szlaki turystyczne
 Ścieżka nad Reglami, odcinek: Kuźnice – Hala Kalatówki – skrzyżowanie ze szlakiem żółtym z Doliny Białego – Czerwona Przełęcz – Polana Strążyska. Na polance w rejonie przełęczy od ścieżki odchodzi odgałęzienie szlaku na Sarnią Skałę.
- Czas przejścia z Kalatówek na przełęcz: 1:25 h, z powrotem 1 h
- Czas przejścia z przełęczy na Polanę Strążyską: 35 min, ↑ 50 min

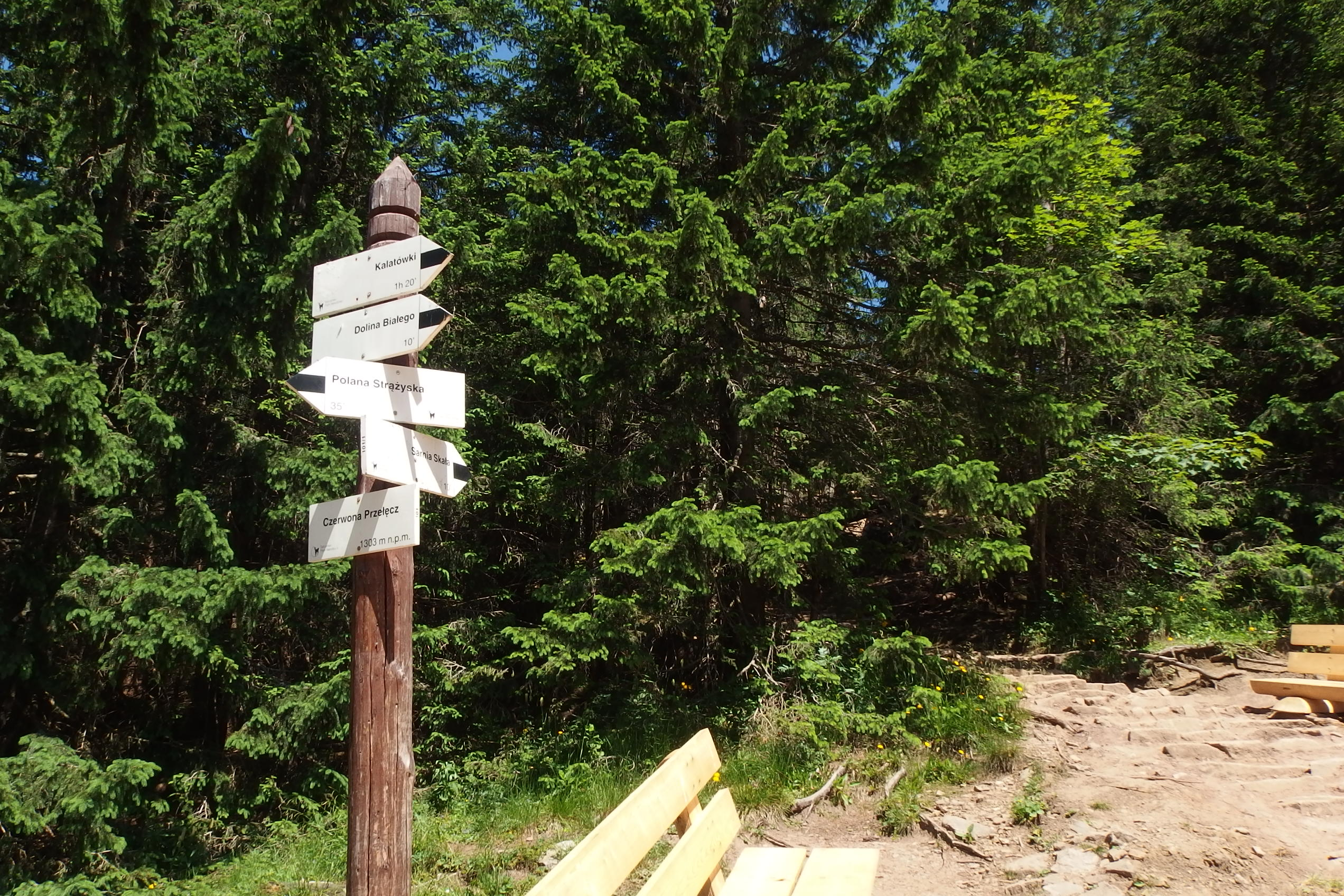

- Czas przejścia z przełęczy na Sarnią Skałę: 10 min, ↓ 10 min.